# Steve Sax
Stephen Louis Sax (nacido el 29 de enero de 1960) es un antiguo segunda base en las Grandes Ligas de Béisbol. Fue un bateador diestro para Los Angeles Dodgers (1981–88), New York Yankees (1989–91), Chicago White Sox (1992–93), y Oakland Athletics (1994).

## Carrera
Sax acudió al James Marshall High School (ahora conocido como River City High School) en West Sacramento desde 1975 hasta 1978 antes de ser reclutado por Los Angeles Dodgers el 6 de junio de 1978 en la novena ronda de Amateur de 1978. Sax fue más tarde llamado para la temporada de 1981, jugando en 29 juegos. Sax alcanzó las grandes ligas como regular en 1982, ganando el premio Novato del año de las Grandes Ligas de Béisbol. Durante su carrera, Sax estuvo en el equipo All-Star cinco veces y tuvo un promedio de bateo de .300 en tres temporadas. Tuvo un gran éxito de carreras de bases, robando más de 40 bases en seis temporadas durante una carrera total de 444 bases robadas. También ganó el récord de los Yankees de mayor número de singles en una temporada /171 en 1989).
Sax tiene dos World Series rings, ambos con Los Angeles Dodgers en 1981 y 1988. Sax también formó parte de la Asociación de Jugadores durante su carrera. Controvertidamente opinó que los jugadores de las grandes ligas no deberían hablar o asistir a nadie que fuese jugador sustituto durante la infame huelga de la Gran Liga de Béisbol de 1994-95 y que más tarde se uniesen a un club cuando la huelga hubo acabado. Él también opinó que tales jugadores deberían haber rechazado las pensiones.

### Síndrome de Steve Sax
Aunque nunca ha sido considerado como uno de los mejores segunda base de la liga, Steve Sax inexplicablemente no pudo realizar la rutina de lanzar a primera base en 1983, comitiendo 30 errores esta temporada. Esto es conocido en béisbol con el término "Síndrome de Steve Sax", variante de la "enfermedad de Steve Blass", nombrado por un pitcher de los Piraes que sufrió un bajón similar. Mientras su precisión fallaba, los seguidores que se sentaban detrás de la primera base se burlaban llevando cascos de protección. Sin embargo, para 1989, Sax parecía haberse "curado" completamente.

## Después de la carrera
Después de que la carrera de Steve terminase en 1994, ha estado involucrado en varios asuntos, incluyendo trabajar como analista de béisbol en televisión. Actualmente pilota un nuevo medio de comunicación deportivo llamado allsportsconnection.com. Sax ha realizado cameos en televisión, incluyendoLos Simpson, Square Pegs, Who's the Boss , Hollywood Squares y Sabrina La Bruja Adolescente. También ha estado en el programa de Fox News, Hannity.
Steve está centrado en el fitness y tomó la iniciativa de patronicar y desarrollar una herramienta para atletas para formar equipos, publicar eventos locales, y encontrar lugares para jugar. Las membresías son gratuitas para el público como consecuencia para combatir los estilos de vida sedentarios y permitir a todo el mundo una oportunidad de competir a cualquier nivel.
Brevemente ocupó un puesto en la Asamblea Estatal de California por el 5.º Distrito como Republicano en 1996. Sax más tarde dejó la carrera, cuando su divorcio se hizo público. A mitad de la década de los 90, fue copropietario de un club nocturno y restaurante llamado Twin Palms, localizado en Folsom, California. Un cinturón negro, también fue copropietario de un estudio de artes marciales en Roseville, California.
Trabaje como asesor financiero para RBC Dain Rauscher, LLC, en su oficina de Roseville, California. Tuvo aproximadamente 25 o 30 clientes, incluyendo varios atletas. Fue compañero en el Sax/Hinman Grupo Deportivo Profesional en RBC Dain Rauscher proporcionando administración profesional para deportistas profesionales de cualquier nivel y deporte. 
En diciembre de 2012, fue nombrado entrenador de primera base para los Arizona Diamondbacks. Los Diamondbacks despidieron a Sax el 8 de octubre de 2013.
A partir de 2015, Sax regresó a la organización de Los Angeles Dodgers como miembro Alumni del equipo de Relaciones Comunitarias.

## Personal
Steve es hermano de otro antiguo jugador de la Gran Liga de Béisbol, Dave Sax, quien también jugó para los Dodgers. Es padre de Lauren Ashley (Sax) Bliss y de John Jeremy Sax. Su sobrino David Sax Jr. (hijo de Dave Sax) fue recientemente visto en un episodio de Intervention combatiendo una adicción al alcohol y a la metanfetamina.